# 天野拓
天野 拓（あまの たく、1971年1月2日 -　）は、日本の政治学者。博士（法学）（慶應義塾大学・課程博士・2005年）。熊本県立大学総合管理学部准教授。

## 来歴
東京都生まれ。父は天野郁夫東京大学名誉教授、母は天野正子お茶の水女子大学名誉教授。一橋大学卒。2005年慶應義塾大学大学院法学研究科博士課程修了、「現代アメリカにおける医療政策過程の変容と専門家集団 1990年代以降の医学研究政策と医療保険政策を事例に」で博士（法学）（慶應義塾大学・課程博士・2005年）の学位を取得、学位授与番号は甲2446号。
財団法人社会福祉協会・医療経済研究機構医療経済研究機構リサーチレジデント等を経て、2009年熊本県立大学准教授。専門は政治学、医療政策で、2007年『現代アメリカの医療政策と専門家集団』でアメリカ学会清水博賞受賞。

## 著書
- 『現代アメリカの医療政策と専門家集団』慶應義塾大学出版会 2006
- 『現代アメリカの医療改革と政党政治』ミネルヴァ書房 Minerva人文・社会科学叢書 2009 ISBN 978-4-623-05530-2
- 『オバマの医療改革 国民皆保険制度への苦闘』勁草書房 2013

## 参考
- 熊本県立大学
- 『人事興信録』1995年、天野郁夫の項